# Parobisium yosemite
Espèce
Parobisium yosemite est une espèce de pseudoscorpions de la famille des Neobisiidae.

## Distribution
Cette espèce est endémique de Californie aux États-Unis. Elle se rencontre dans le parc national de Yosemite dans le comté de Mariposa dans les grottes Indian Cave et Elf Village Cave.

## Description
Le mâle holotype mesure 3,46 mm et la femelle paratype 4,17 mm.

## Étymologie
Son nom d'espèce lui a été donné en référence au lieu de sa découverte, le parc national de Yosemite.

## Publication originale
- Cokendolpher & Krejca, 2010 : A New Cavernicolous Parobisium Chamberlin 1930 (Pseudoscorpiones: Neobisiidae) from Yosemite National Park, U.S.A. Occasional Papers Museum of Texas Tech University, no 297, p. 1-26 (texte intégral).